# Enterobacter cloacae
El Enterobacter cloacae es una especie de bacteria que pertenece al género Enterobacter, de la familia de las Enterobacteriaceae. Es un bacilo Gram negativo Oxidasa negativo y Catalasa positivo presente (como microbiota local) en el aparato digestivo humano.
Se han descrito casos de infecciones del tracto urinario, de herida quirúrgica e incluso bacteriemia. No obstante, lo más frecuente son infecciones nosocomiales en pacientes inmunocomprometidos.

## Diagnóstico
El género Enterobacter, así como las demás enterobacterias, son fermentadoras de la glucosa. Estos fermentan la lactosa por lo tanto se observan como colonias rosadas en Agar McConkey, son lisinas negativos, es decir, no descarboxilan ni desaminan la Lisina;son Ornitina descarboxilasa positivos y fermentan la Arginina y el Sorbitol.

## Resistencia Antimicrobiana
Resistencia de familia

Como regla general todas las enterobacterias presentan, debido a su baja permeabilidad de su membrana externa, resistencia a penicilina, oxazoil penicilina, (Oxacilina, cloxacilina, etc.), clindamicina, lincomicinas, glicopéptidos (vancomicina y teicoplanina), y macrólidos.
Resistencia de género

Este género junto con Citrobacter freundii, Morganella morganii y Providencia spp producen una Betalactamasa cromosómica que le confiere a los aislamientos una resistencia natural característica. Se trata de la enzima del tipo AMP-C. En las cepas salvajes se expresa de manera inducible.
Por lo tanto debido a este tipo de betalactamasa los Enterobacter presentan resistencia innata a Aminopenicilinas, Cefalosporinas de primera y segunda generación pero su espectro de acción no abarca a cefalosporinas de tercera y cuarta generación, a menos que este presente mecanismos de resistencias, que son adquiridos, llamados Betalactamasa de espectro extendido(el más común) y desrrepresión del AMP-C(menos frecuente) presentándose aun así sensible a la familia de los Carbapenem.

## Tratamiento
El tratamiento en cualquier tipo de infección siempre va en gran dependencia de los resultados del antibiograma.

Generalmente el tratamiento hacia este género de bacterias incluyen Cefalosporinas de tercera generación como Ceftriaxona, Ceftazidima, etc. aunque puede incurrir en fallas terapéuticas. Lo más recomendable sería Cefalosporinas de cuarta generación como Cefepime , Aminoglucosidos o Quinolonas, En este tipo de bacteria no se debe de aplicar Carbapenemes como primera opción terapéutica. Se recomienda hacer siempre un antibiograma, dado que se conoce la aparición de múltiples resistencias a estos tipos de anitibióticos.
- Datos: Q4038096
- Multimedia: Enterobacter cloacae / Q4038096
- Especies: Enterobacter cloacae